# یواس‌اس تراینگلم (ای‌کی-۱۰۲)
یواس‌اس تراینگلم (ای‌کی-۱۰۲) (به انگلیسی: USS Triangulum (AK-102)) یک کشتی بود که طول آن ۴۴۱ فوت ۶ اینچ (۱۳۴٫۵۷ متر) بود. این کشتی در سال ۱۹۴۳ ساخته شد.